# Drago Ulaga
Drago Ulaga, slovenski športni pedagog in publicist,* 22. oktober 1906, Globoko pri Rimskih Toplicah, † 9. oktober 2000, Ljubljana

## Življenje in delo
Nižjo gimnazijo je obiskoval v Celju (1918–22), nato učiteljišče v Mariboru (1922–26) ter Visoko šolo za telesno vzgojo (Hochschule für Leibesübungen) v Berlinu (1926–30), jer je 1930 tudi diplomiral in postal prvi Slovenec z visokošolsko izobrazo na področju športa. Služboval je kot plavalni in atletski trener športnega kluba Ilirija v Ljubljani (1930–34), bil pripravnik na klasični gimnaziji v Splitu (1934–36), strokovni sodelavec v Ministrstvu za ljudsko telesno vzgojo v Beogradu (1936–41). V času Cvetkovićeve vlade je bil načelnik kabineta ministra za telesno vzgojo naroda Đure Čejovića. Občasno je poučeval na srednjih šolah v Ljubljani (1941–45), postal profesor na kadrovski šoli Zavoda za fizkulturo v Ljubljani (1946), ki se je razvila iz srednje šole za telesno vzgojo v višjo in v Visoko šolo za telesno kulturo ter Fakulteto za šport na kateri je bil Ulaga od 1960 dalje redni profesor. V letih 1966−68 je bil njen direktor, 1968–70 pa predsednik njenega sveta. Bil je član: Smučarske zveze Slovenije (1946–68 njenega izvršnega odbora), od 1947 dalje Zveze pedagogov telesne kulture (1971–73 njen predsednik), Jugoslovanske komisije za terminologijo telesne kulture v Beogradu (1968–72); od 1960 je sodeloval pri terminološki komisiji Inštituta za slovenski jezik pri SAZU; in bil sekretar delovne skupine za šport in prosti čas v okviru organizacije ICSPE (Internat. Council of Sports and Physical Education).
Ulaga se je že na učiteljišču intenzivno ukvarjal s telovadbo, zlasti z vajami na orodju in se v vrsti telovadnega društva Orel udeležil raznih tekmovanj, mdr. tudi mednarodnega tekmovanja v Kölnu (1927; zasedel 5. mesto) in v Pragi (1929; 2. mesto).
S področja telesne kulture je napisal več knjig: Talna telovadba (1929); Gimnastika (1930); Knjiga o sportu (COBISS) ; Crawl – prsno in hrbtno plavanje (COBISS); Smučanje (1947); Teorija telesne vzgoje in športnega treniranja (1959); Teorija in metodika telesne vzgoje (1960); Športni režim življenja (1964); Telesna kultura v mladosti, zrelosti in starosti (1965); Teorija telesne vzgoje-Izbrana poglavja (1974); Telesna vzgoja, šport, rekreacija (1976, 1980). Poleg naštetih knjig je tudi soavtor naslednjih knjig: Orientacijski šport (1955); Smučanje (1960); Telesna vzgoja v osnovni šoli (1960); Gremo na izlet (1962); Smučarski skoki (1965); Šport za mlade (1968); Planica (1979). Objavil je tudi števelne članke v raznih listih in revijah. Od 1934 je sodeloval tudi pri programu radia Ljubljana, najprej z občasnimi, po 1945 pa z rednimi predavanji s področja telesne vzgoje, športa in rekreacije.

## Odlikovanja in priznanja
- Bloudkova nagrada (1966)
- Zaslužni profesor Univerze v Ljubljani (1988)
- Srebrni častni znak svobode Republike Slovenije (1996)
- Zlati mikrofon Mirka Strehovca (2001)